# Harmandir Sahib

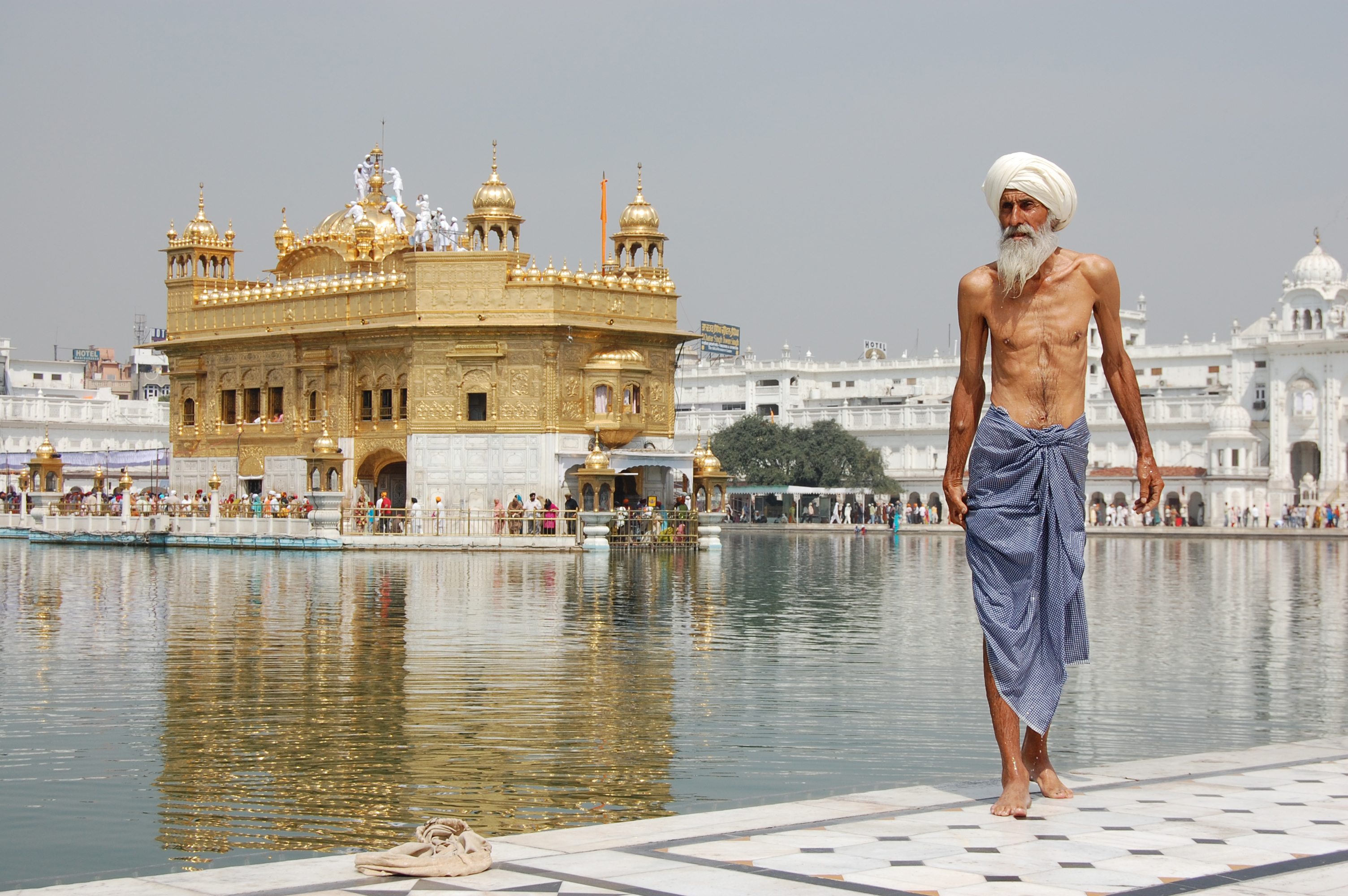
Een sikh bij de Harmandir Sahib

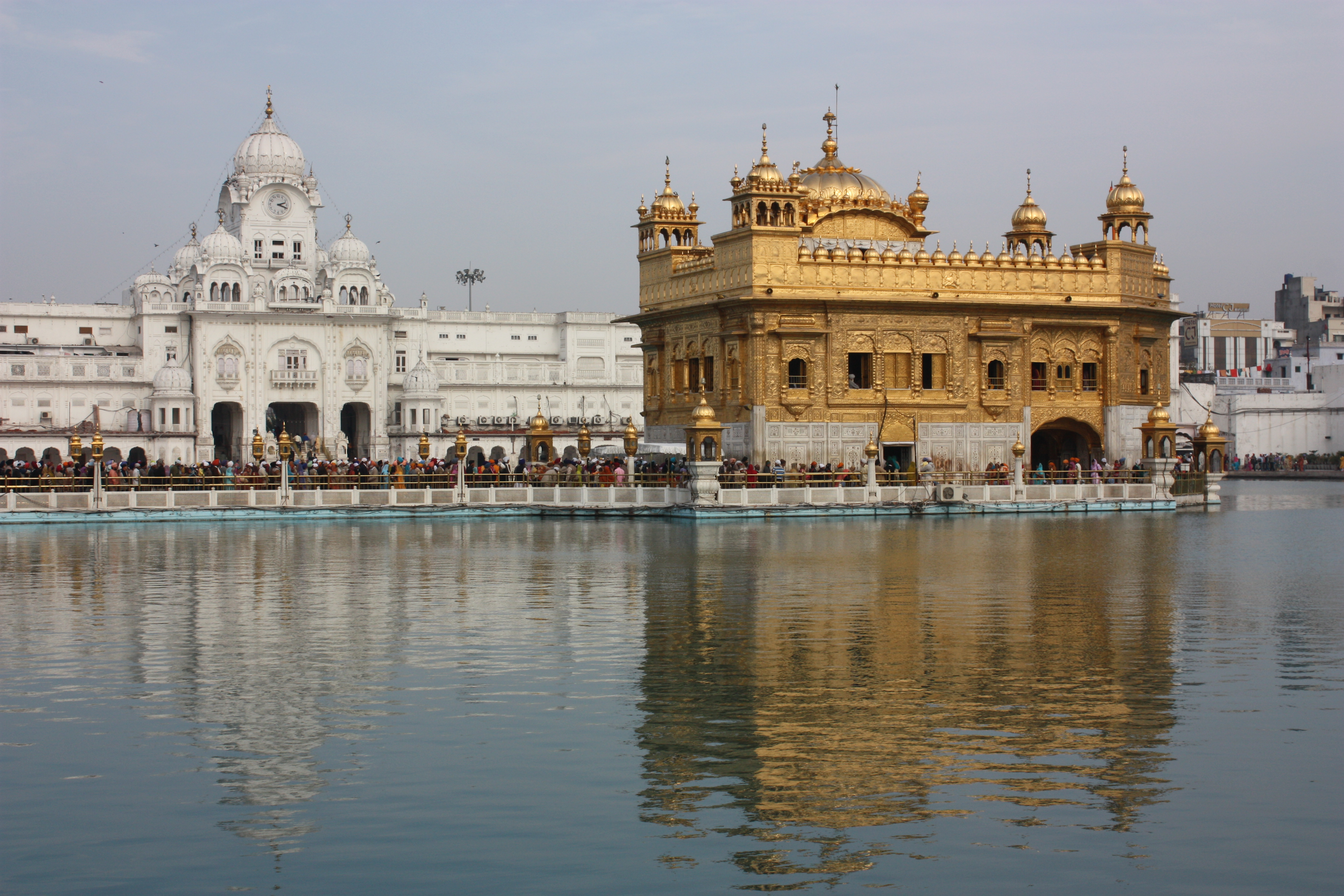
De Hari Mandir, de hoofdtempel, midden in het Sarovameer en met de brug ernaartoe. Links is de klokkentoren te zien.

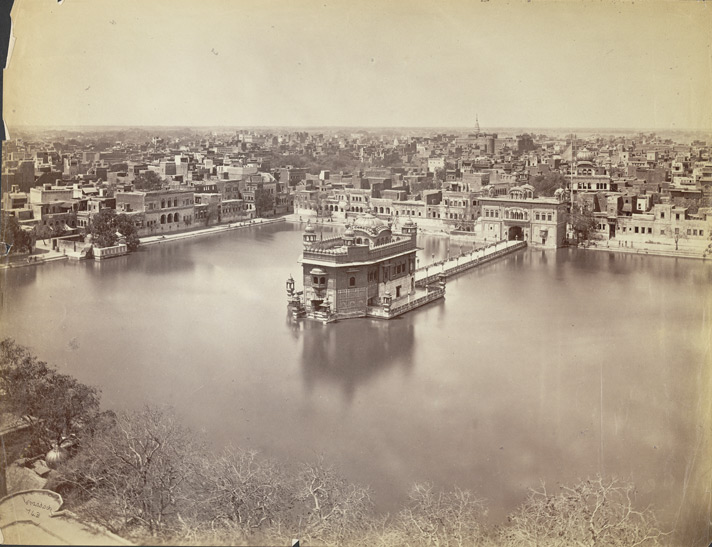
De gurdwara in 1880.

De gurdwara Harmandir Sahib of Hari Mandir (Punjabi: ਹਰਿਮੰਦਰ ਸਾਹਿਬ) is het belangrijkste heiligdom van het sikhisme. Deze gurdwara (gebedshuis van de sikhs) wordt ook wel de Gouden Tempel genoemd, maar werd officieel hernoemd naar de huidige naam in maart 2005 door de Shiromani Gurdwara Parbandhak Committee (SGPC). Uit alle delen van de wereld reizen mensen naar deze plaats om hun eerbied voor de tempel te tonen en deze krijgt dagelijks meer dan 100.000 bezoekers. Bovendien is het heiligdom een toeristenattractie voor bezoekers van over de hele wereld. Het complex heeft een belangrijke rol gespeeld in de geschiedenis van India. De Harmandir Sahib staat in Amritsar, in de Indiase deelstaat Punjab en is voorgedragen om toegevoegd te worden aan de Werelderfgoedlijst.

## Architectuur
Het complex heeft vier ingangen, die het belang van goedkeuring en openheid symboliseren. In het midden staat de Hari Mandir, de hoofdtempel omringd door het kleine Sarovarmeer waarin Sikhs gedoopt worden. De hoofdtempel is bereikbaar via de poort Darshani Deorhi, en een zestig meter lange marmeren brug met achttien vergulde lantaarns. Een groot deel van de huidige decoratieve vergulde versierselen dateren uit het begin van de 19e eeuw.
De Akal Takht is het bestuursgebouw van de tempel en de sikhreligie.

## Bouw
Oorspronkelijk was de plaats waar nu de tempel staat een klein meer, dat door een dun bos werd omringd. Het meer werd vergroot en een kleine gemeenschap vestigde zich rond het meer onder leiding van vierde sikhgoeroe Ram Das (1574-1581). Onder leiding van de vijfde goeroe (Goeroe Arjan, 1581-1606) werd de tempel gebouwd. De bouw begon in 1581, in 1589 was de tempel af en in 1604 het hele complex. De eerste steen werd gelegd door de soefische geestelijke, Sai Mian Mir. In 1830 liet Maharadja Ranjit Singh de koepel, die de vorm van een omgekeerde Lotus heeft, met een laag van 100 kilo goud bedekken.

## Geschiedenis
In 1761 werd de tempel bijna geheel verwoest door de Afghaanse veroveraar Ahmed Shah Abdali maar vrij snel daarna weer herbouwd.
In 1919 vond net buiten het complex het bloedbad van Amritsar plaats waarbij bezoekers na het Vaisakhifestival naar buiten kwamen om naar toespraken tegen de Rowlatt Act te luisteren waarna het Britse leger het vuur opende. Honderden stierven en duizenden raakten gewond. Deze gebeurtenis had een sterkere onafhankelijkheidsbeweging tot gevolg.
Begin jaren tachtig verschansten grote groepen Sikhs zich in de tempel om van daaruit een eigen Sikhstaat uit te roepen. De tempel werd in de loop van jaren versterkt totdat premier Indira Gandhi in 1984 opdracht gaf tot Operatie Blue Star waarbij het leger een inval deed en het tempel zwaar beschadigd werd. De ‘’Akal Takht’’, het bestuursgebouw werd zelfs helemaal verwoest. Indira Gandhi werd een aantal maanden later vermoord door haar lijfwachten Satwant Singh en Beant Singh die van Sikh-afkomst waren. 

## Bezoek
Iedereen die de Gouden Tempel in wil, mag dit, ongeacht godsdienst, huidskleur, ras of geslacht. De enige beperkingen zijn dat de persoon geen alcohol, drank, vlees, sigaretten of drugs mag meenemen in het heiligdom. Alle andere sikhtempels in de wereld hebben dezelfde traditionele regel dat iedereen welkom is om naar binnen te gaan.